# Dance Club Massacre
Dance Club Massacre ist eine 2004 von Kurt Latos, Jake Thomas und Chris Mrozek gegründete US-amerikanische Deathcore-Band aus Chicago/Illinois. Heute besteht die Band aus Nick Seger (Gesang), Mitch Hein (Gitarre), James Poston (Bass), Jon Caruso (Schlagzeug) und Matt Hynek (Keyboard). Dance Club Massacre stehen momentan bei Black Market Activities unter Vertrag und haben bisher eine Demo und zwei Studioalben veröffentlicht.

## Geschichte
Ein Jahr nach der Gründung veröffentlichte die Band ihre erste Demo-CD, die sieben Songs enthält und 150 Mal gepresst wurde. Diese Demo wurde auf Konzerten und auf ihrer Myspace-Seite verkauft. Kurz nach der Veröffentlichung der Demo verließ Kurt Latos die Band und Matt Hynek ersetzte ihn am Keyboard. 
Das erste Album Feast of the Blood Monsters wurde 2006 veröffentlicht. Das Debütalbum zählte zu den 50 meistverkauften Alben beim Onlinelabel Interpunk.com. Es wurde wie die Demo selbst produziert und vorwiegend online veröffentlicht. Ein physischer Tonträger wurde lediglich 1.100 Mal gepresst. 
Durch die Band Psyopus, die bei Metal Blade Records unter Vertrag steht, unterschrieben Dance Club Massacre 2007 einen Vertrag bei Black Market Activities und veröffentlichten eine Neu-Aufnahme des Debütalbums Feast of the Blood Monsters. 
Im Jahr 2008 veröffentlichte die Band mit Circle of Death ihr zweites Album.

## Stil

### Musik
Dance Club Massacre spielen Deathcore mit Black-Metal-Elementen, wie man sie von skandinavischen Metalbands wie Gorgoroth, Marduk oder auch Dark Funeral kennt. Zu ihren Einflüssen zählen Bands wie The Locust, Dimmu Borgir, Cradle of Filth, An Albatross, Daughters, Converge, Horse the Band, Fantômas, Pig Destroyer und Between the Buried and Me.

### Texte
Die Texte der Band beinhalten Themen wie Partys und Trinken, die auch als frauenfeindlich kritisiert wurden.

## Rezeption

### Feast of the Blood Monsters
Das Album erhielt mittelmäßige bis negative Kritiken. Metal.de, die die Erstversion des Albums aus dem Jahr 2006 bewerteten, kritisierten die „Eintönigkeit“ des Gesangs, der belanglos wirke und in eintöniges Gekreische ausarte. Hervorgehoben wurde das Experimentieren der Band mit „abstrakten Sounds …, wie zum Beispiel kleine[n] elektronische[n] Spielchen in Form von Triangle-Getingel und Orgelklängen irgendwo zwischen Jahrmarkt und Kirchengeheule.“ Das Album wäre mit Abstrichen abwechslungsreich, jedoch nicht innovativ.
Thom Jurek, der auf AllMusic den Re-Release des Albums aus dem Jahr 2007 bewertete, bezeichnete die Songtexte des Albums als urkomisch („hilarious“), zumal man sie nicht verstehe, dafür aber im Booklet nachlesen könne. Nick Segers Gesang erinnere an das Horrorfilm-Gekreische eines B-Movies. Die musikalische Begleitung würde die Band jedoch über den Durchschnitt heben.

### Circle of Death
Circle of Death wurde von allmusic positiv aufgenommen. In dem Review heißt es, dass die Band eine Rarität sei, da sie in der Tradition von Bands wie Cannibal Corpse oder Carcass extremen Metal mit ironischen Texten verbinden würde. Texte wie Have You Ever Chopped a Wolf oder Ode to the Barracuda würden ihren verstörenden Ansatz durch die humorvolle Note verlieren. Das Album sei einprägsam und höchst unterhaltsam, auch wenn der Hidden Track, ein Cover des Titels 99 Bottles of Beer, mit rund 28 Minuten gefühlte 20 Minuten zu lang sei.
Andere Kritiken bewerteten Circle of Death als musikalischen Fortschritt, wenn auch das Potenzial der Band noch nicht ausgeschöpft wäre.

## Diskografie
Demos
- 2005: Dance Club Massacre (Eigenverlag)

Alben
- 2006: Feast of the Blood Monsters (Eigenverlag; 2007 Wiederveröffentlichung via Black Market Activities)
- 2008: Circle of Death (Black Market Activities)